# Iudex ad quem
Iudex ad quem (Latein) ist ein Begriff des römischen Rechts. Er steht für die Zuordnung, nämlich an den „Richter, zu dem [es geht]“ beziehungsweise „den Richter, der über das Rechtsmittel zu entscheiden hat“ (vergleiche auch Devolutiveffekt). Der Begriff findet meist Verwendung im Zusammenhang mit Verfahren des Zivil-, Straf- und Verwaltungsrechts.
Den Gegenbegriff bildet iudex a quo. Hier kommt eine Entscheidung von einem Richter, welche überprüft werden soll.